# Vicky Graillot
Vicky Graillot (2 de julio de 2000) es una deportista francesa que compite en halterofilia. Ganó una medalla de bronce en el Campeonato Europeo de Halterofilia de 2022, en la categoría de 64 kg.

## Palmarés internacional
| Campeonato Europeo | Campeonato Europeo | Campeonato Europeo | Campeonato Europeo |
| Año                | Lugar              | Medalla            | Categoría          |
| ------------------ | ------------------ | ------------------ | ------------------ |
| 2022               | Tirana (Albania)   | Medalla de bronce  | 64 kg              |